# 埃斯库罗斯
艾斯奇勒斯（前525年—前456年），古希腊悲剧诗人，与索福克勒斯和欧里庇得斯并列为古希腊最伟大的悲剧作家，有“悲剧之父”的美誉。

## 生平
艾斯奇勒斯生于希腊阿提卡的埃琉西斯的一个古老的贵族家庭，他年轻时雅典的暴君被推翻，民主制被引入。他很早就开始喜欢戏剧和阿加索克利斯与阿波罗多洛斯的诗。传说狄俄倪索斯在梦中亲自向他传授诗的艺术。他早年时也亲自在他的剧中扮演角色，25岁时他第一次参加雅典的诗人比赛，但没有获胜。
前490年他参加马拉松战役，在这场战役中他的兄弟阵亡。前480年雅典被毁后他在希腊舰队里参加了萨拉米斯海战。艾斯奇勒斯多次去西西里岛，前475年他在那里与诗人西摩尼得斯和品达相会。
前472年他回到雅典，在那里他的《波斯人》首次上演，这是他对他战时经验的回味。这部剧赢得了诗人比赛的最高奖。前468年他输在索福克勒斯手下，但他一生中一共赢得了13次雅典诗人比赛的最佳奖。
他最后一次去西西里时没有能够及时回雅典，逝世于岛上的杰拉。传说他是被一只从天空上掉下来的乌龟砸死的（流傳甚廣，但原始出處不明；據說當時有老鷹抓起烏龜，打算把烏龜摔在石頭上以破壞硬殼、食取龜肉，埃斯庫羅斯的禿頭不幸被當作石頭）。他被葬在杰拉，他的墓碑上写着：
| 希腊语 | 中文 |
| Αἰσχύλον Εὐφορίωνος Ἀθηναῖον τόδε κεύθει μνῆμα καταφθίμενον πυροφόροιο Γέλας· ἀλκὴν δ' εὐδόκιμον Μαραθώνιον ἄλσος ἂν εἴποι καὶ βαθυχαιτήεις Μῆδος ἐπιστάμενος | 墓碑下安睡着雅典人艾斯奇勒斯，欧福里翁之子， 在丰饶的杰拉死亡战胜了他。 但马拉松的战场可以证明他的勇敢， 连长的米底人也得承认。 |
| | |

据说这段墓志铭是由艾斯奇勒斯本人撰写的。
他的死讯到达雅典后，雅典人决定他的剧作继续可以（不作为比赛的剧作）在比赛上上演，只要上演他的悲剧，提出申请的演出者就可以获得免费的助演歌队。

## 影响
前406年阿里斯托芬在与欧里庇得斯竞争时，在喜剧《青蛙》中称：艾斯奇勒斯是高贵的时代的代表和悲剧诗人的榜样。前4世纪中艾斯奇勒斯的塑像与索福克勒斯和欧里庇得斯的并列在狄俄尼索斯剧院前。
他首先在希腊戏剧中引入第二个演员，该演员与歌队进行交互性的对话，以此方式他改革希腊戏剧。他的语言、风格和使用的希腊神话中的故事也深深地影响了后人。他的人物都不是普通人，他们的感情、特性以及他们有力、简短、高雅和生动的语言都超于一般人之上。

## 作品
据说艾斯奇勒斯一共留下了90部剧作，其中79部的名称尚存。其中最著名的20部都已遗失。所作悲剧有七部完整地流传至今，另外三部部分保留。从他早年的作品到他死前不久的作品有一个明显的艺术发展过程。他早年的作品叙述相当简单，他晚年的悲剧的戏剧性非常浓厚。
作品有：
- 《被缚的普罗米修斯》（Prometheus Bound）

上演时间不明，可能在公元前480年以后，是三连剧的第一部或第二部，其他两部已经佚失，是《送火者普罗米修斯》（可能为第三部或第一部）和《被解绑的普罗米修斯》（可能为第二部或第三部），配套的山羊剧不明。
- 《波斯人》（The Persians）

上演于公元前472年，是独立的悲剧，也是现存唯一的取材于史實而非神話的古希腊悲剧。
- 《祈援女》（The Suppliant）

上演于公元前470年以后，是三连剧的第一部，其他两部已经佚失，可能是《埃古普托斯的儿子们》（或《埃及人》）和《达奈俄斯的女儿们》，配套的山羊剧是《阿慕莫奈》。
- 《七將攻底比斯》（Seven Against Thebes）

上演于公元前467年，是三连剧的第三部，其他两部已遗失，是《莱俄斯》和《俄狄浦斯》，配套的山羊剧是《斯芬克斯》。获当年头奖。
- 《阿伽门农》（Agamemnon）
- 《奠酒人》（Choephoroe）
- 《和善女神》或称《复仇女神》（Eumenides）

上演于公元前458年，这三部悲剧构成三连剧《奧瑞斯提亚》（Oresteia），是现存仅有的完整的古希腊三连剧，配套的山羊剧可能是《普罗丢斯》。获当年头奖。
剧名译名参考陈中梅译《埃斯库罗斯悲剧集》（沈阳，辽宁教育出版社，1999.1）。艾斯奇勒斯